# شي تشيليانغ
شي تشيليانغ (بالصينية: 许其亮؛ من مواليد مارس 1950) هو جنرال في القوات الجوية لجيش التحرير الشعبي الصيني في جمهورية الصين الشعبية. شغل منصب النائب الأول لرئيس اللجنة العسكرية المركزية، فكان أكبر جندي محترف في جيش التحرير الشعبي في الخدمة الفعلية حتى وفاته. تمت ترقيته من قائد القوات الجوية لجيش التحرير الشعبي من 2007 إلى 2012.

## سيرة شخصية
ولد في مقاطعة لينكو، في إقليم شاندونغ لعائلة تمتهن الفلاحة، والتحق بجيش التحرير الشعبي ومدرسة الطيران الإعدادية رقم 1 في سلاح الجو في عام 1966، وتعلم الطيران، وانضم إلى الحزب الشيوعي الصيني في العام التالي. وفي وقت لاحق، انتقل إلى مدرستي الطيران رقم 8 ورقم 5 في سلاح الجو. أصبح طيارًا بعد تخرجه في أغسطس 1969.
تمت ترقية شي إلى رئيس القسم العسكري في عام 1983، ونائب قائد فيلق الجيش في العام التالي. في عام 1985، أصبح رئيس الأركان في مقر القوة الجوية في شنغهاي، كما التحق بجامعة الدفاع الوطني بجيش التحرير الشعبي للتدريب. تمت ترقيته إلى قائد فيلق في سلاح الجو في جيش التحرير الشعبي الصيني في عام 1991 وأصبح لواءً. في عام 1993، أصبح نائب رئيس أركان القوات الجوية ودرس في جامعة الدفاع الوطني مرة أخرى. بعد التخرج، تمت ترقيته إلى رئيس أركان جيش التحرير الشعبي الصيني. تم تعيينه برتبة فريق عام 1996.
في عام 1999، أصبح شي نائب قائد وقائد القوات الجوية لمنطقة شنيانغ العسكرية، ودرس في جامعة الدفاع الوطني للمرة الثالثة في عام 2001. تم ترقيته إلى منصب نائب رئيس أركان إدارة الأركان العامة لجيش التحرير الشعبى الصيني. أصبح جنرالًا في 20 يونيو 2007، وأصبح قائدًا لسلاح الجو لجيش التحرير الشعبي في سبتمبر من ذلك العام. في أكتوبر 2012، كان أول ضابط صيني في سلاح الجو تمت ترقيته إلى نائب رئيس اللجنة العسكرية المركزية وخلفه الجنرال ما شياوتيان كقائد للقوات الجوية.
وهو أيضًا عضو في المكتب السياسي التاسع عشر للحزب الشيوعي الصيني. لقد كان عضوًا مناوبًا في اللجنتين المركزيتين 14 و15 للحزب الشيوعي الصيني، وعضوًا كاملًا في اللجان المركزية 16 و17 و18 .
في يوليو 2018، التقى شي في بكين بوزير الدفاع الأمريكي، جيمس ماتيس، لمناقشة القضايا الإقليمية وحيث عرض الرجلان مخاوف بلادهما العسكرية سويا.

## الجوائز والأوسمة
|  |  |  |
|  |  |  |
|  |  |  |
|  |  |  |
|  |  |  |
|  |  |  |
|  |  |  |

تعكس الأشرطة العسكرية داخل جمهورية الصين الشعبية فقط مستوى مرتديها ووقت الخدمة. وبالتالي، يشير رف الشريط الخاص بشي، بارتفاع سبعة صفوف، إلى أنه على مستوى اللجنة العسكرية المركزية، ويشير الشريط الذهبي بنجمة واحدة إلى أنه عضو في اللجنة العسكرية المركزية، وتشير بقية شرائطه إلى وقته في الخدمة من خلال مجموعة من شرائط الخدمة لمدة عام واثنين وثلاث وأربع سنوات، حيث يبلغ مجموعها ستة وأربعين عامًا.